# Glaphyromorphus emigrans
Glaphyromorphus emigrans är en ödleart som beskrevs av  Lidth De Jeude 1895. Glaphyromorphus emigrans ingår i släktet Glaphyromorphus och familjen skinkar. Inga underarter finns listade i Catalogue of Life.